# Пьедади-ди-Понти-Нова
Пьедади-ди-Понти-Нова (порт. Piedade de Ponte Nova) — муниципалитет в Бразилии, входит в штат Минас-Жерайс. Составная часть мезорегиона Зона-да-Мата. Входит в экономико-статистический  микрорегион Понти-Нова. Население составляет 3774 человека на 2006 год. Занимает площадь 84,008 км². Плотность населения — 44,9 чел./км².

## История
Город основан 30 декабря 1962 года. 

## Статистика
- Валовой внутренний продукт на 2003 год составляет 22 441 244,00 реалов (данные: Бразильский институт географии и статистики).
- Валовой внутренний продукт на душу населения на 2003 год составляет 5767,48 реалов (данные: Бразильский институт географии и статистики).
- Индекс развития человеческого потенциала на 2000 год составляет 0,674 (данные: Программа развития ООН).